# Smetana (làctic)

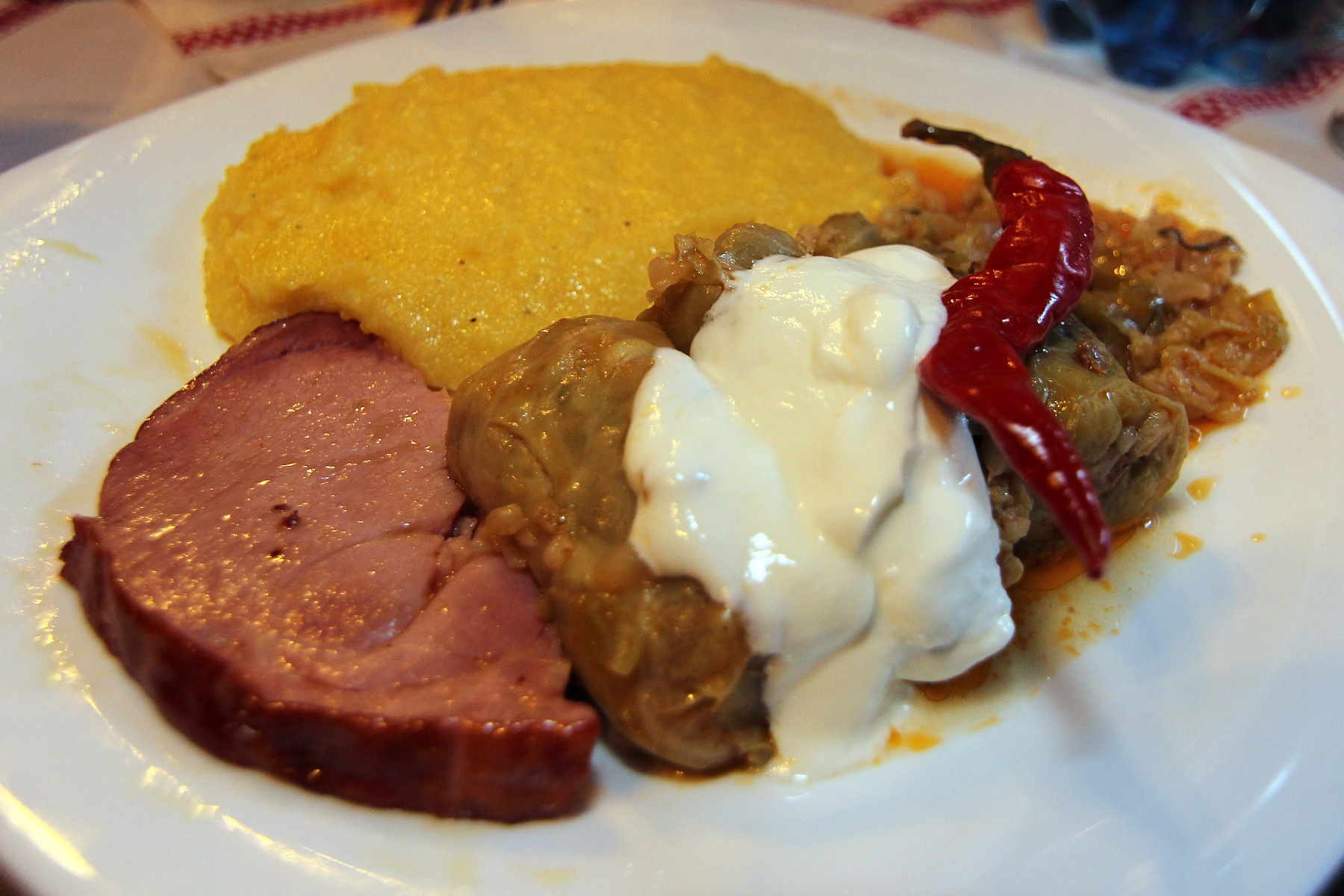
Sarmale (farcellets de col), servits amb mamaliga (polenta), carn i pebrots, un plat típic romanès banyat amb nata smetana.

El smetana (en rus i ucraïnès сметана, en polonès śmietanka, en txec smetana, en eslovac smotana, en romanès smântână i en hongarès tejföl) és un producte làctic típic de les cuines de l'Europa central i oriental. Igual com la crema agra, s'obté a partir de la fermentació bacteriana de la nata. Pot tenir un contingut en greix bastant variable, entre el 10% (lleuger) fins al 70% (gras). Els més habituals als supermercats russos són de 20%, 30% i 42%. En la composició, s'hi pot afegir un espessidor (com ara la gelatina).

## Usos
És un ingredient freqüent de les cuines eslaves i romanesa i s'empra per amanir certs plats, com per exemple la sopa borscht, la ciorbă o la mamaliga. També pot fer-se servir com a farciment, per exemple en els blinis. Cal no confondre-la amb la «salsa smetana», realment un succedani d'aquesta, i que s'elabora amb iogurt (o nata), i a la qual se li afegeix suc de llimona per a donar un toc d'acidesa.